# لياندرو أريلانو
لياندرو أريلانو (بالإسبانية: Leandro Arellano) هو دبلوماسي مكسيكي، ولد في 1952.